# Henrietta Adelheid savoyai hercegnő
Savoyai Henrietta Adelheid (olaszul: Enrichetta Adelaide di Savoia, franciául: Henriette-Adélaïde de Savoie, németül: Henriette Adelheid von Savoyen; Torino, 1636. november 6. – München, 1676. június 13.), a Savoyai-házból származó hercegnő, I. Savoyai Viktor Amadé és Franciaországi Krisztina második legfiatalabb leánya, aki Ferdinánd Mária bajor választófejedelemmel kötött házassága révén bajor választófejedelemné.

## Származása
Henrietta Adelheid hercegnő 1636. november 6-án született Torinóban, a Savoyai-ház tagjaként. Apja I. Viktor Amadé uralkodó herceg, aki I. Károly Emánuel herceg és Spanyolországi Katalin Mihaéla infánsnő fia volt. Apai nagyapai dédszülei Savoyai Emánuel Filibert és Franciaországi Margit hercegnő (I. Ferenc francia király leánya), míg apai nagyanyai dédszülei II. Fülöp spanyol király és Franciaországi Erzsébet hercegnő (II. Henrik francia király leánya) voltak.
Anyja a Bourbon-házból származó Krisztina francia királyi hercegnő, aki IV. Henrik francia király és Maria de’ Medici királyné leánya volt. Anyai nagyapai dédszülei Antoine de Bourbon, Vendôme hercege és III. Johanna navarrai királynő (II. Henrik navarrai király leánya), míg anyai nagyanyai dédszülei Francesco de’ Medici toscanai nagyherceg és Habsburg Johanna főhercegnő (I. Ferdinánd német-római császár és magyar király leánya) voltak.
A hercegnő volt szülei hét gyermeke közül a hatodik, egyben a második legfiatalabb leány. Öt felnőttkort megélt testvérei között olyan személyek vannak mint nővére, Lujza Krisztina savoyai hercegné, két későbbi savoyai uralkodó, Ferenc Jácint és II. Károly Emánuel hercegek, valamint húga, Margit Jolanda parmai hercegné.

## Házassága és gyermekei
Savoyai Henrietta Adelheid férje a Wittelsbach-házból származó Ferdinánd Mária bajor herceg lett. Ferdinánd volt I. Miksa bajor választófejedelem és Habsburg Mária Anna főhercegnő (II. Ferdinánd német-római császár és magyar király leányának) gyermeke. Házasságukra elsőként képviselők útján 1650. december 8-án került sor, majd 1652. június 26-án Münchenben ők maguk is megesküdtek. A párnak összesen nyolc gyermeke született, melyek közül négy érte meg a felnőttkort. Gyermekeik:
1. Mária Anna Viktória hercegnő (1660. november 28. – 1690. április 20.), aki Bourbon Lajos, a Nagy Dauphin felesége lett
2. Miksa Emánuel herceg (1662. július 11. – 1726. február 26.), apját követvén Bajorország választófejedelme
3. Lujza Margit Antónia hercegnő (1663. szeptember 18. – 1665. november 10.), kisgyermekként elhunyt
4. Lajos Amadé Viktor herceg (1665. április 6. – 1665. december 11.), csecsemő korában elhunyt
5. egy halva született fiú (1666. augusztus 4.)
6. Kajetán Mária herceg (1670. május 2. – 1670. december 7.), pár hónapos korában meghalt
7. József Kelemen herceg (1671. december 5. – 1723. november 12.), kölni hercegérsek lett
8. Viola Beatrix hercegnő (1673. április 3. – 1731. június 3.), II. Ferdinando de’ Medici hitvese